# Piotr Szyber
Piotr Paweł Szyber (ur. 1948 we Wrocławiu, zm. 27 listopada 2020) – polski chirurg transplantolog i wykładowca akademicki.

## Życiorys
Urodził się w 1948 roku we Wrocławiu i tam ukończył III Liceum Ogólnokształcące oraz Akademię Medyczną im. Piastów Śląskich. Po ukończeniu studiów rozpoczął pracę w Katedrze i Klinice Chirurgii Naczyniowej. W 1975 uzyskał stopień doktora, w 1988 stopień doktora habilitowanego, tytuł profesora nadzwyczajnego w 1995 r., zaś w 2000 r. został profesorem zwyczajnym.
W 1994 r. jako pierwszy w woj. dolnośląskim i czwarty w Polsce dokonał przeszczepu wątroby, specjalizował się też w przeszczepach nerek i był twórcą wrocławskiego ośrodka transplantacji jako wieloletni kierownik Katedry Chirurgii Naczyniowej Ogólnej i Transplantacyjnej Uniwersytetu Medycznego we Wrocławiu. 
Odznaczony Krzyżem Kawalerskim Orderu Odrodzenia Polski, Złotym Krzyżem Zasługi oraz Nagrodą Wrocławia "za osiągnięcia w dziedzinie transplantologii".
Zmarł 27 listopada 2020 r. na chorobę nowotworową i został pochowany na Cmentarzu Osobowickim we Wrocławiu.

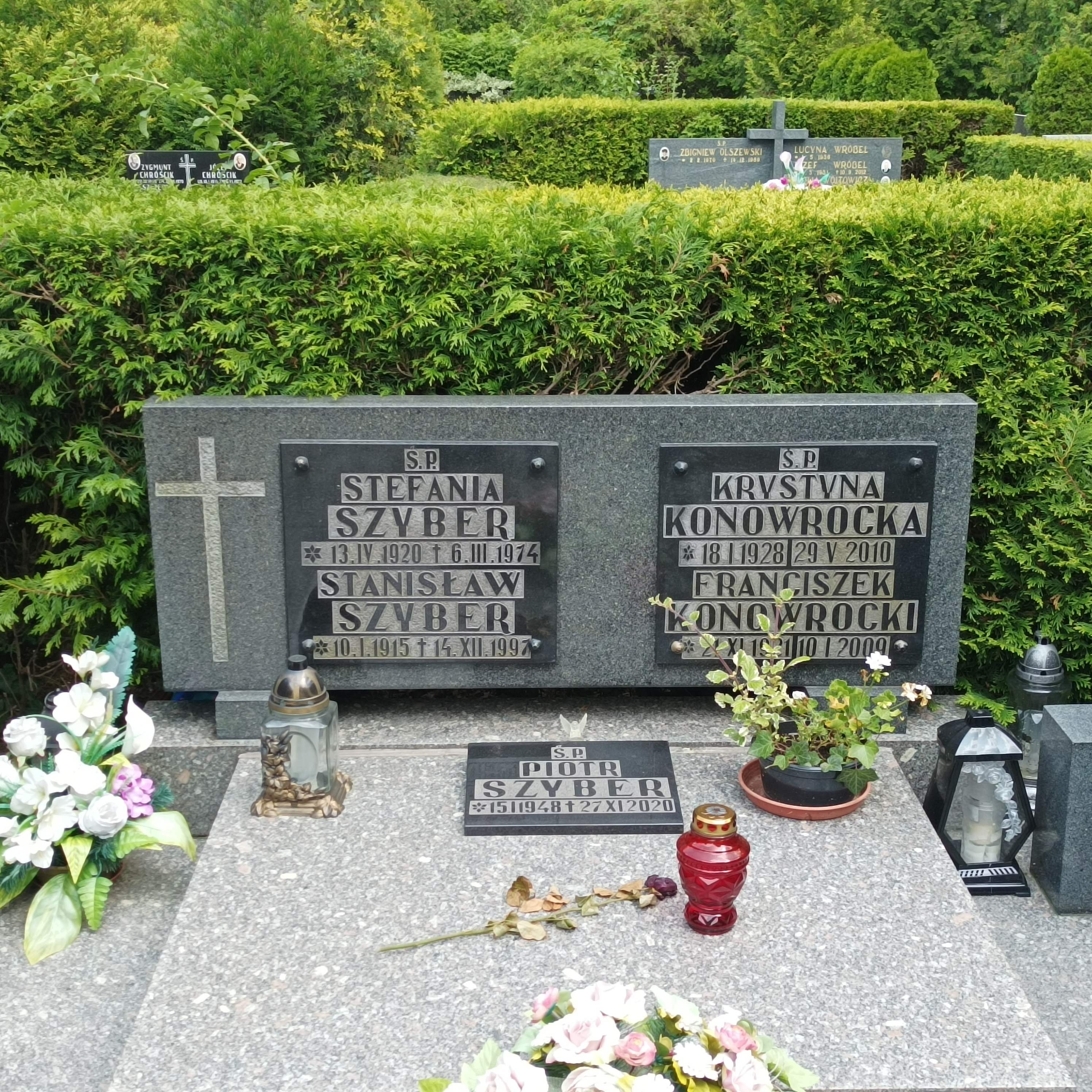
Grób prof. Piotra Szybera na Cmentarzu Osobowickim we Wrocławiu